# Диема Спорт 3
Диема Спорт 3 е български платен телевизионен канал. Стартира на 1 юли 2021 г. като част от платения пакет Диема Екстра.
Каналът излъчва спортни събития като Първа и Втора Бундеслига, Лига 1, състезания от Формула 1 и други заедно с Диема, Диема Спорт, Нова Спорт и Trace Sport Stars. Част от програмата на канала са още обзорни и магазинни спортни предавания, токшоута и коментарни студия.